# WrestleMania XX
WrestleMania XX fue la vigésima edición de Wrestlemania, un evento Pay-per-View de lucha libre profesional producido por la empresa World Wrestling Entertainment, siendo el primero en el que se enfrentaron las marcas Raw y SmackDown!. Tuvo lugar el 14 de marzo del 2004 en el Madison Square Garden en Nueva York.El lema oficial del evento fue Where it All Begins...Again (Donde todo comienza...de nuevo). Los temas oficiales del evento fueron "Step Up" de Drowning Pool y "Touché" de Godsmack.

## Argumento
En el evento Royal Rumble, Triple H y Shawn Michaels empataron en un Last Man Standing match, reteniendo  "The Game" el Campeonato Mundial Peso Pesado. Pocos días después, Triple H y sus secuaces de Evolution, no se dieron cuenta de que Stone Cold Steve Austin, invitó al ganador de la batalla de Royal Rumble 2004 Chris Benoit, quién decidió no solo incorporarse a RAW desde SmackDown!, sino que también luchar por el título en Wrestlemania. Días después, Triple H atacó con su "Pedigree" tanto a Benoit como a Michaels y al salir del ring celebró su acción. Pero poco le duró su celebración, porque Stone Cold Steve Austin que vino en su moto de aguacil, le comunicó a Triple H que se realizaría una triple amenaza por el título, entre Triple H, Michaels y Benoit. Cuyo anuncio causó el enojo de Triple H, que decidió responder al anuncio de Austin, con seguir atacando con su "Pedigree", tanto a Michaels como a Benoit, en los posteriores programas de RAW previos al evento. Aunque Triple H no se dio cuenta, que sus secuaces de Evolution, tendrían que enfrentar en el evento, a 2 viejos enemigos conocidos de Triple H en el pasado, que son The Rock 'n' Sock Connection (The Rock & Mick Foley). 
Posterior al Royal Rumble, y a la partida del ganador Chris Benoit a RAW, para desafiar al Campeón Mundial Peso Pesado, en la edición siguiente de SmackDown! el Gerente General de la marca, Paul Heyman decide pactar un Royal Rumble Match de 15 hombres, para determinar un retador al Campeonato de la WWE de Brock Lesnar en No Way Out, cuyo ganador resultó ser Eddie Guerrero al eliminar a Kurt Angle. En el evento No Way Out, Eddie Guerrero arrebató el Campeonato de la WWE a Brock Lesnar, gracias a la ayuda de Goldberg (luchador de RAW), que atacó a Lesnar con una "spear". Una semana después en SmackDown, Kurt Angle se cambió a heel, luego de que este atacara tanto a Eddie Guerrero como a Rey Mysterio, cuando Eddie Guerrero defendía el título recién conseguido ante su propio sobrino Chavo Guerrero, cuyo combate fue arbitrado precisamente por Angle, que fue designado en dicho rol, por decisión del gerente general de SmackDown! Paul Heyman. En los programas posteriores de SmackDown previos al evento, Angle continuó con su ataque a Eddie Guerrero, hasta el último SmackDown previo al evento.
En Royal Rumble, Brock Lesnar tuvo un evento feliz, porque no solo retuvo el Campeonato de la WWE ante Hardcore Holly; sino que también, interfirió en la lucha tradicional de Royal Rumble de 30 luchadores, para eliminar a Goldberg de esa lucha, aunque fue Kurt Angle el que eliminó finalmente a Goldberg de esa lucha. Una semana después en SmackDown!, Lesnar aseguró que se autodeclara imbatible, no solamente por lo que hizo en Royal Rumble, sino que también por conservar su título para siempre. Una semana después en RAW, Stone Cold Steve Austin le ofreció a Goldberg una entrada de cortesía, para que asistiera al evento No Way Out, el cual Goldberg aceptó tener esa entrada. Precisamente en No Way Out, Goldberg logró finalmente vengarse de Lesnar, no solo atacándolo con una "spear", sino que también permitió que Lesnar, perdiera el Campeonato de la WWE ante Eddie Guerrero. Una semana después en SmackDown, Eddie Guerrero aseguró que agradeció a Goldberg, por haberle ayudado a convertirlo en el campeón. Pocas semanas después en Smackdown, Lesnar estaba muy enfadado, no solo porque Guerrero le quitó el título; sino que también porque Goldberg, le costó la lucha y el título al mismo tiempo y suplicó a la distancia a Mr. McMahon, que le concediera su duelo contra Goldberg en Wrestlemania. En el primer programa de RAW del mes de marzo, Austin le comunicó de manera pública a Mr. McMahon, que el propio Austin será el árbitro especial invitado, del combate entre Goldberg y Brock Lesnar en Wrestlemania y Mr. McMahon aceptó la decisión de Austin, de arbitrar el combate en Wrestlemania, pero luego Austin fue atacado por Lesnar con una "F-5". Además, Lesnar robó el carro de aguacil de Austin, para llevárselo a SmackDown!. En el último SmackDown previo al evento; tanto Paul Heyman (gerente general de esa marca) como el propio Lesnar, advirtieron a varias superestrellas de SmackDown, entre ellos The Big Show, Rey Mysterio y Too Cool (Rikishi & Scotty 2 Hotty), que impidieran a la fuerza la entrada de Austin. Pero cuando Stone Cold llegó en su auto a SmackDown, las superestrellas de SmackDown decidieron ignorar las advertencias de Heyman y Lesnar y permitieron que Austin entrara, no solo para atacar a Lesnar y Heyman, sino que también para recuperar su carro de aguacil, que Lesnar le robó días antes en RAW. 
Otro combate destacado, fue el duelo entre The Undertaker y su propio hermano Kane. La rivalidad entre ambos, comenzó en Survivor Series del año anterior, cuando Kane enterró a Undertaker, cuando este enfrentaba a Mr. McMahon. Días después, Kane aseguró que logró matar a su hermano y ratificaba su odio hacia el. Pero en los programas de RAW previos al evento, Kane fue distraído por lo que mostraba en la pantalla de RAW, por ejemplo cuando este se enfrentaba a Goldberg y recibiendo una "spear" de parte del propio Goldberg, cuando Undertaker le mandó un recado que decía que se verán las caras en Wrestlemania, cuyo anuncio causó el enojo de Kane y no lo quedó otra, que aceptar el reto de enfrentarlo en Wrestlemania y con el propósito, de no solo quitarle el invicto en el evento; sino que también, mantener su odio hacia él.

## Resultados

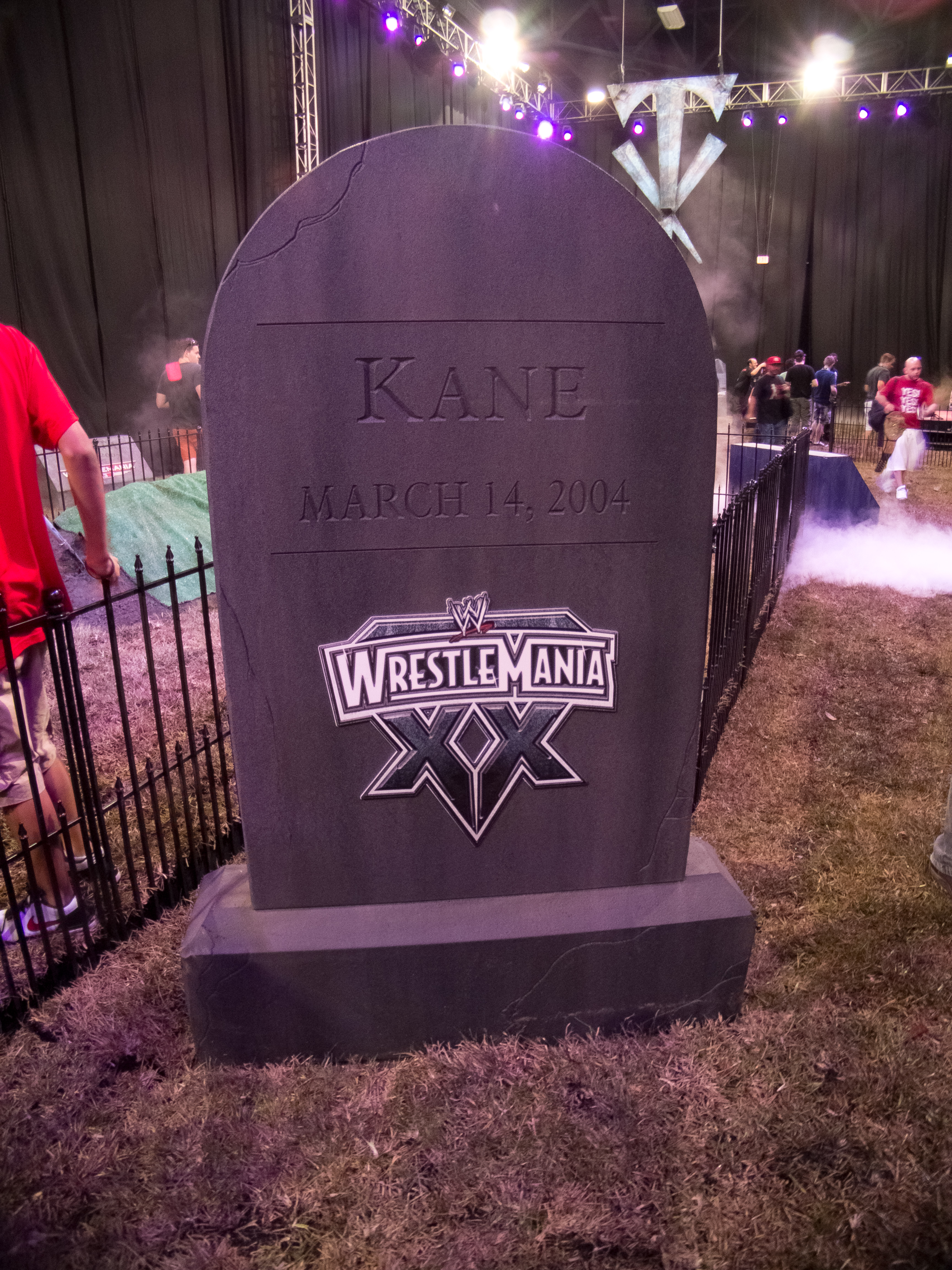
Tumba marcando la derrota de Kane en WrestleMania XX a manos de The Undertaker.

- John Cena derrotó a The Big Show ganando el Campeonato de los Estados Unidos de la WWE (9:14)
  - Cena cubrió a Show después de un golpe con un Puño de acero seguido de un "F-U".
- Rob Van Dam & Booker T derrotaron a Garrison Cade & Mark Jindrak, The Dudley Boyz (Bubba Ray & D-Von) y La Résistance (René Duprée & Rob Conway) reteniendo el Campeonato Mundial por Parejas de la WWE (7:51)
  - RVD cubrió a Conway después de un "Scissors Kick" de Booker y un "Five-Star Frog Splash".
- Christian derrotó a Chris Jericho (14:52)
  - Christian cubrió a Jericho con un "Roll-Up" después de un codazo de Trish Stratus.
  - Después de la lucha, Trish golpeo a Jericho, cambiando a Heel y posteriormente Christian le aplicó un "Unprettier"
- Evolution (Randy Orton, Batista & Ric Flair) derrotaron a The Rock 'n' Sock Connection (The Rock & Mick Foley) (17:03)
  - Orton cubrió a Foley después de un "RKO".
- Torrie Wilson & Sable derrotaron a Stacy Keibler & Miss Jackie en una Playboy Evening Gown Match (2:33):
  - Wilson cubrió a Jackie.
- Chavo Guerrero ganó un Invitacional Cruiserweights Match reteniendo el Campeonato Peso Crucero de la WWE (10:28):
  - Último Dragon cubrió a Shannon Moore después de un "Dragon DDT". (1:18)
  - Jamie Noble forzó a rendirse a Dragon con un "Paydirt". (2:14)
  - Noble cubrió a Funaki tras revertir su "Flying Crossbody". (2:23)
  - Noble derrotó a Nunzio por cuenta de 10 fuera del Ring. (4:21)
  - Billy Kidman cubrió a Noble después de una "BK Bomb" desde la tercera cuerda. (6:06)
  - Rey Mysterio cubrió a Kidman con un "Sunset flip" desde la tercera cuerda. (7:22)
  - Mysterio cubrió a Tajiri con un "Roll-up". (8:37)
  - Mysterio derrotó a Akio por rendirse. (8:37)
  - Chavo Guerrero cubrió a Mysterio por una interferencia de Chavo Guerrero, Sr. (10:28)
- Goldberg derrotó a Brock Lesnar   (con Stone Cold Steve Austin como árbitro especial) (13:42)
  - Goldberg cubrió a Lesnar después de un "Spear" y un "Jackhammer".
  - Después de la lucha, Goldberg y Lesnar recibieron un "Stone Cold Stunner" de Austin.
  - Esta fue la última lucha de Lesnar en WWE hasta 2012 y la de Goldberg hasta 2016.
- Rikishi & Scotty 2 Hotty derrotaron a The World's Greatest Tag Team (Charlie Haas & Shelton Benjamin), The Basham Brothers (Danny & Doug) y The Acolytes Protection Agency (Bradshaw & Faarooq) reteniendo el Campeonato por Parejas de la WWE (6:01)
  - Rikishi cubrió a Danny después de un "Banzai Drop".
- Victoria derrotó a Molly Holly en una Título vs. Cabellera match reteniendo el Campeonato Femenino de la WWE (4:53)
  - Victoria cubrió a Molly con un "Backslide Pin" después de que Molly intentara el "Widow's Peak" de Victoria.
  - Como consecuencia, Molly fue rapada.
- Eddie Guerrero derrotó a Kurt Angle reteniendo el Campeonato de la WWE (21:32):
  - Eddie cubrió a Angle con un "Small package" apoyando sus pies en las cuerdas.
- The Undertaker (con Paul Bearer) derrotó a Kane (7:45)
  - Undertaker cubrió a Kane después de una "Tombstone Piledriver".
  - Undertaker aumentó su invicto en WrestleMania a 12-0.
- Chris Benoit derrotó a Triple H (c) y Shawn Michaels, ganando el Campeonato Mundial Pesado (24:51) 
  - Benoit forzó a Triple H a rendirse con una «Crippler Crossface».
  - Después de la lucha, el campeón de la WWE Eddie Guerrero celebró junto a Benoit.

## Otros roles
Comentaristas en Inglés
- Jerry "The King" Lawler - RAW
- Jim Ross - RAW
- Michael Cole - SmackDown!
- Tazz - SmackDown!

Comentaristas en Español
- Carlos Cabrera
- Hugo Savinovich

Anunciadores
- Tony Chimel  - SmackDown!
- Howard Finkel - RAW

Entrevistadores
- Lilian García

Árbitros de RAW
- Earl Hebner
- Mike Chioda
- Jack Doan
- Chad Patton
- Tim White

Árbitros de SmackDown!
- Nick Patrick
- Jim Korderas
- Charles Robinson
- Brian Hebner

Árbitro Invitado
- Stone Cold